# Andrzej Panufnik
Sir Andrzej Panufnik (Varsavia, 24 settembre 1914 – Twickenham, 27 ottobre 1991) è stato un compositore e direttore d'orchestra polacco con cittadinanza britannica.
Si affermò come uno dei principali compositori polacchi e come direttore fu determinante nel ristabilire l'Orchestra Filarmonica di Varsavia dopo la seconda guerra mondiale. Dopo la crescente frustrazione per le richieste extra-musicali che gli erano state imposte dal regime del suo paese, si trasferì nel Regno Unito nel 1954 e prese la cittadinanza britannica. Nel 1957 divenne direttore principale della City of Birmingham Symphony Orchestra, incarico cui dopo due anni rinunciò per dedicare tutto il suo tempo alla composizione.

## Biografia

### Infanzia e studi
Panufnik nacque a Varsavia, secondo figlio di una madre violinista e padre fabbricante di violini amatoriale (anche se rinomato). Fin da piccolo era diviso tra l'interesse per la musica e il fascino per la meccanica degli aeroplani. Sua nonna gli diede lezioni di piano, ma sebbene mostrasse talento i suoi studi erano frammentari. Da scolaro compose alcune melodie popolari di successo, ma suo padre non approvava che suo figlio perseguisse una carriera musicale. Alla fine suo padre cedette, permettendo al ragazzo di studiare musica purché si immatricolasse. A quel punto Panufnik era troppo vecchio per sostenere l'esame di ammissione al pianoforte per il Conservatorio di Varsavia, ma riuscì a ottenere l'ammissione come studente di percussioni. Presto lasciò il corso di percussioni per concentrarsi sullo studio della composizione e della direzione; lavorò duramente e completò il corso in molto meno tempo del normale.
Dopo essersi laureato con distinzione nel 1936, i suoi piani di recarsi a Vienna per studiare direzione per un anno sotto Felix Weingartner furono ritardati dal fatto che era stato chiamato per il servizio nazionale. Panufnik ricordava come, la sera prima del suo medico, ascoltò il canto medievale polacco nazionale Bogurodzica (Madre di Dio) alla radio. Questo lo conquistò totalmente e si sedette fino a tarda notte a bere abbondanti quantità di caffè nero. Il risultato fu che non superò l'esame medico e fu esonerato dalle funzioni militari. Usò la pausa di quell'anno guadagnando denaro e reputazione componendo musica per film.
Panufnik si recò a Vienna nel 1937 per i suoi studi con Weingartner. Realizzò anche realizzato la sua intenzione di studiare musica dai compositori della Seconda scuola di Vienna, ma mentre da un lato applaudiva l'imposizione di vincoli da parte di Arnold Schönberg, per dare unità artistica a una composizione, tuttavia la musica dodecafonica non gli piaceva. Panufnik tornò in Polonia prima della fine del suo previsto soggiorno di un anno, lasciando poco dopo l'Anschluss quando la situazione politica causò la rimozione di Weingartner dall'Accademia.
Panufnik visse anche per alcuni mesi a Parigi e Londra, dove studiò privatamente e compose la sua prima sinfonia. Incontrò nuovamente Weingartner a Londra e il direttore più anziano lo esortò a rimanere in Inghilterra per evitare le conseguenze del peggioramento della situazione internazionale. Panufnik era determinato, tuttavia, a tornare in Polonia.

### La guerra di Panufnik

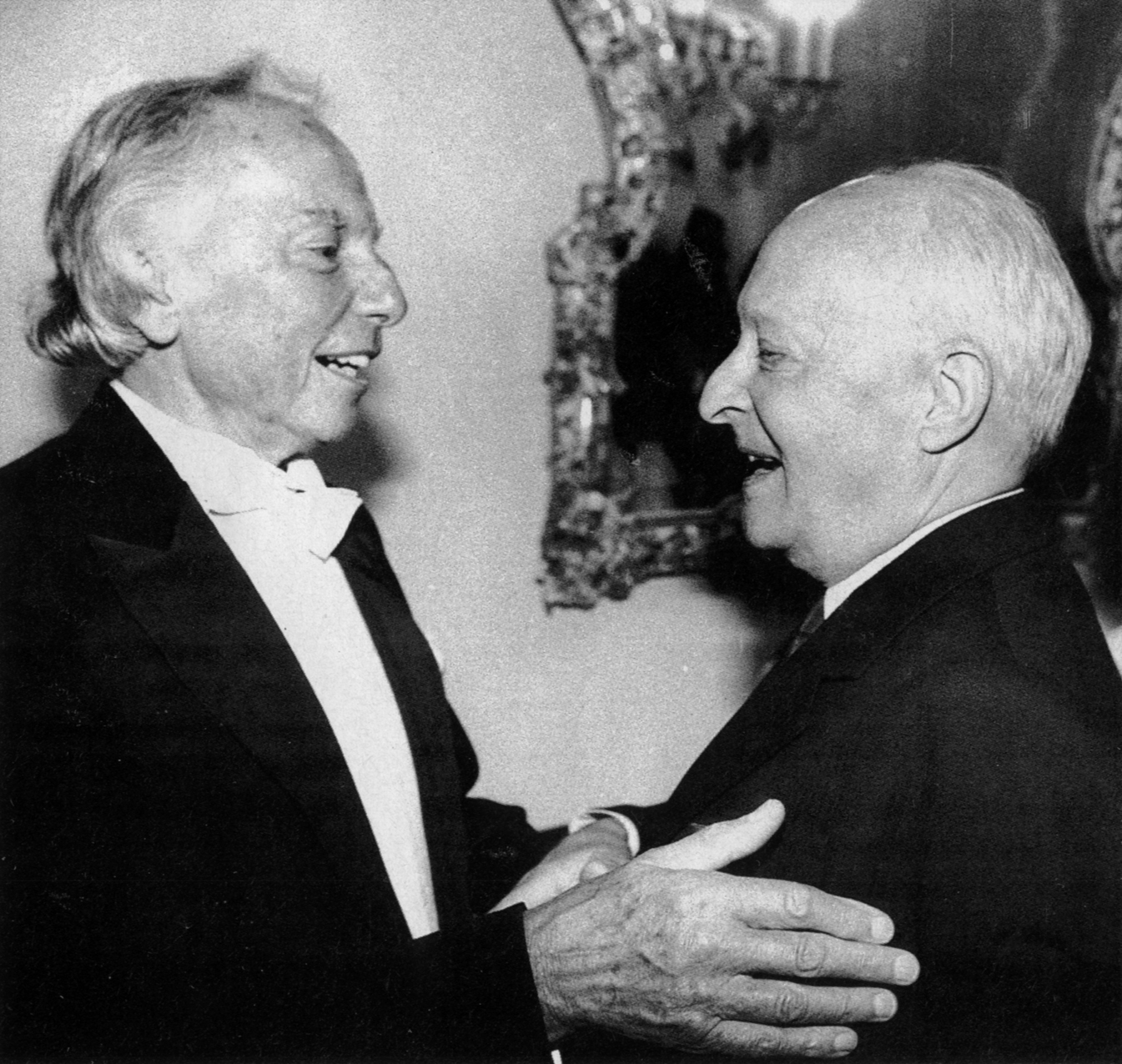
Witold Lutosławski (a destra) saluta il suo vecchio amico Panufnik nel 1990

Durante l'occupazione tedesca di Varsavia nella seconda guerra mondiale Panufnik formò un duo di pianoforti con il suo amico e collega compositore Witold Lutosławski e si esibivano nei caffè di Varsavia. Questo era l'unico modo in cui i polacchi potevano legittimamente ascoltare musica dal vivo, poiché organizzare concerti era impossibile dato che le forze di occupazione avevano vietato le riunioni organizzate. Panufnik compose anche alcune Canzoni di resistenza underground illegali, in particolare "Warsaw Children", che diventò popolare tra la comunità polacca ribelle. Durante questo periodo compose una Ouverture Tragica e una seconda sinfonia. Più tardi Panufnik fu in grado di condurre un paio di concerti di beneficenza, in uno dei quali fu eseguita per la prima volta la sua Ouverture Tragica. Fuggì da Varsavia con la madre malata, lasciando tutta la sua musica nel suo appartamento, proprio prima della Rivolta di Varsavia nel 1944. Quando Panufnik tornò alle rovine della città nella primavera del 1945, per seppellire il corpo di suo fratello e recuperare il suo propri manoscritti, scoprì che nonostante tutto fosse sopravvissuto alla distruzione diffusa, tutti i suoi spartiti erano stati dispersi in un falò da uno sconosciuto che aveva preso il controllo delle sue stanze.

### Realismo socialista
Dopo la seconda guerra mondiale Panufnik si trasferì a Cracovia, dove trovò lavoro per comporre musica per film per la Army Film Unit. Parte di questo inevitabilmente era per i film di propaganda; Panufnik in seguito raccontò come per un film, L'elettrificazione dei villaggi, il regista non fu in grado di trovare una casa senza una fornitura di elettricità e dovette demolire i piloni e rimuovere le infrastrutture per filmare la "sua" costruzione. Panufnik accettò l'incarico di Direttore Principale con l'Orchestra Sinfonica della Filarmonica Karol Szymanowski. Ricostruì parte della sua musica che era andata perduta, a partire dalla Ouverture Tragica che era ancora fresca nella sua mente. Incoraggiato da questo, ricostruì anche il suo Trio per pianoforte e le Canzoni contadine polacche. Tuttavia la sua prima sinfonia non si rivelò così facile e, deluso dal risultato, Panufnik decise che da quel momento in poi si sarebbe concentrato sulla composizione di nuovi lavori.
Nominato direttore musicale della defunta Orchestra Filarmonica di Varsavia, tradizionalmente la principale orchestra polacca, Panufnik iniziò a coinvolgere musicisti e a trovare i locali. Quando gli ostacoli burocratici resero difficile la ricostituzione dell'orchestra (ad esempio, la mancanza di alloggi disponibili per i musicisti) si è dimise per protesta. In quel momento svolse anche incarichi all'estero, compreso quello di direttore d'orchestra con la Berliner Philharmoniker. Gli fu suggerito di inserire la sua Ouverture Tragica come promemoria per la Germania delle loro recenti azioni a Varsavia.
In quel periodo ricominciò a comporre, scrivendo il suo Circolo delle Quinte per pianoforte (successivamente pubblicato come Dodici studi in miniatura). La sua Ninnananna per orchestra d'archi e due arpe è stata ispirata dalla combinazione del Tamigi e del cielo notturno, quando vide "nuvole scure che si trascinavano attraverso una luna piena brillante", visto da Waterloo Bridge, mentre visitava Londra. Il suo uso dei quarti di tono e di dense strutture aprì una nuova strada, sia per lui che per la musica polacca. Panufnik compose anche una Sinfonia Rustica, decidendo di darle un nome piuttosto che la designazione "Sinfonia n. 1", sentendosi a disagio per le sue due opere perdute in quel genere.
Panufnik divenne vicepresidente della neo-costituita Unione dei compositori polacchi (ZKP — Związek Kompozytorów Polskich), accettando l'incarico dopo essere stato invitato a farlo dai suoi colleghi. Tuttavia in questa veste si trovò ad essere manovrato in certe posizioni che non condivideva, a conferenze la cui natura era politica piuttosto che musicale. Durante una di queste conferenze incontrò Zoltán Kodály che privatamente espresse un sentimento di impotenza artistica simile a quello di Panufnik. Incontrò anche compositori come l'inglese Alan Bush, che era solidale con gli obiettivi del Socialismo Stalinista e altri compositori dell'estrema sinistra politica come Benjamin Frankel.
In aggiunta al disagio di Panufnik, nel dopoguerra il governo divenne sempre più interventista nelle arti. Come conseguenza di eventi nell'Unione Sovietica, in particolare il decreto Ždanov del 1948, fu imposto che i compositori dovessero seguire il realismo sovietico e che le composizioni musicali, come tutte le opere d'arte, dovessero riflettere "le realtà della vita socialista". Panufnik in seguito rifletté sulla natura nebulosa del realismo sovietico, citando una vecchia battuta polacca che diceva "come una zanzara: tutti sanno che ha una puntura, ma nessuno l'ha mai vista". In questo clima Panufnik, che non era membro del Partito Comunista, tentò di percorrere un percorso accettabile componendo opere basate sulla musica storica polacca; a tal fine scrisse la sua Vecchia suite polacca.
Il suo Notturno fu criticato e in seguito il generale Włodzimierz Sokorski, segretario alla Cultura, annunciò che la Sinfonia Rustica di Panufnik aveva "cessato di esistere". Panufnik in seguito descrisse la sinfonia come "un'opera palesemente innocente" e trovò particolarmente irritante il fatto che uno del comitato che decise sulla proscrizione dell'opera fosse stato in precedenza nella giuria che gli aveva assegnato il primo premio al Concorso di composizione di Chopin. L'opera fu tuttavia pubblicata dalla Casa editrice statale e, come dimostrò Adrian Thomas, le esecuzioni del lavoro sono continuate sporadicamente in Polonia. Mentre le sue composizioni sono state bollate in patria come formaliste, Panufnik all'estero è stato sostenuto come un esportatore di cultura, sia come compositore che come direttore. Le autorità gli hanno conferito il massimo riconoscimento, la Standard of Labour First Class.
Nel 1950 Panufnik visitò l'Unione Sovietica come parte di una delegazione polacca per studiare i metodi di insegnamento sovietico. Incontrò Dmitrij Šostakovič, con cui aveva stretto amicizia in precedenti conferenze e Aram Chačaturjan. Durante le conversazioni con compositori minori, a Panufnik fu chiesto insistentemente a cosa stava lavorando. Dovendo dire qualcosa di accettabile, disse casualmente che aveva un'idea per una Sinfonia di pace. Questo fu prontamente colto e al suo ritorno in Polonia gli fu concesso un soggiorno in un ambiente tranquillo in modo da poter finire il pezzo (Panufnik interpretò questo come un ordine di completarlo). Scrisse un'opera in tre movimenti, che termina con una frase del suo amico, il poeta Jarosław Iwaszkiewicz. Panufnik sperava di elaborare la propria concezione della pace nella composizione, piuttosto che nell'ideologia sovietica ufficiale. Il pezzo non fu un successo con le autorità.
Mentre scriveva la Sinfonia della Pace, fu colpito dalla bellezza di una donna irlandese che incontrò, Marie Elizabeth O'Mahoney, che era nota come "Scarlett" per la sua somiglianza (sia fisica che di temperamento) con Scarlett O'Hara dal romanzo di Margaret Mitchell Via col vento. Anche se stava viaggiando in luna di miele con il suo terzo marito, lei e Panufnik iniziarono una relazione. Panufnik scoprì presto che era epilettica, ma nonostante i suoi dubbi la coppia si sposò nel 1951 e presto ebbe una bambina, Oonagh. Panufnik ora aveva una giovane famiglia da sostenere e così si gettò nel suo lavoro redditizio per l'Unità cinematografica. Per un film si rivolse nuovamente alla vecchia musica polacca ed alla fine arrangiò questa partitura per il lavoro Concerto in modo antico. Nel 1952 Panufnik compose un'Ouverture eroica, basata su un'idea che aveva concepito nel 1939 ispirata alla lotta della Polonia contro l'oppressione nazista. Presentò questo lavoro (senza divulgare il suo vero significato) per al concorso musicale pre-olimpico del 1952 a Helsinki e vinse. Tuttavia in patria questa ouverture fu ancora una volta bollata come "formalista".
Nella primavera del 1953 Panufnik fu inviato, con l'orchestra da camera dell'Orchestra Filarmonica di Varsavia, in tour in Cina, dove incontrò il primo ministro Zhou Enlai e, brevemente, il presidente Mao. Nei suoi primi giorni ebbe la notizia devastante che la sua adorata Oonagh era affogata mentre Scarlett aveva avuto un attacco epilettico mentre le faceva il bagno. Dopo essere tornato a Varsavia, gli fu chiesto di scrivere una lettera che il governo avrebbe potuto inviare ai musicisti occidentali, apparentemente da parte di Panufnik, per sondarli sulle loro simpatie con il "Movimento per la Pace" polacco. Panufnik lo descrisse come un chiaro ordine di spionaggio per Mosca e come l'ultima di una "successione di gocce finali". Così nel 1954 Panufnik non si sentì più in grado di conciliare il suo desiderio patriottico di rimanere un compositore polacco in Polonia dato il suo disprezzo per le esigenze musicali e politiche del governo. Decise di emigrare in Gran Bretagna per evidenziare le condizioni in cui i compositori polacchi erano costretti a lavorare.
Bernard Jacobson descrisse gli eventi della fuga di Panufnik dalla Polonia come usciti da un romanzo di John le Carré. "Scarlett", il cui padre viveva in Gran Bretagna, ottenne facilmente il permesso di recarsi a Londra e, mentre era lì, chiese segretamente agli amici emigrati polacchi di aiutarli. Escogitarono come copertura un impegno per dirigere in Svizzera. Panufnik era ansioso di non destare sospetti apparendo troppo ansioso di accettare l'invito al suo arrivo. Mentre Panufnik stava compiendo il suo impegno, la Legazione polacca in Svizzera venne a conoscenza della sua imminente fuga e lo richiamò con urgenza all'ambasciata polacca. Panufnik riuscì a sfuggire ai membri della polizia segreta che lo seguivano durante un allarmante giro notturno in taxi attraverso Zurigo. Alla fine si imbarcò su un volo per Londra e gli fu concesso l'asilo politico all'arrivo. La sua defezione fece notizia a livello internazionale. Il governo polacco lo bollò come un traditore, sopprimendo immediatamente la sua musica e qualsiasi incisione dei suoi successi come direttore, mettendo in giro numerose calunnie contro di lui. Sebbene ci siano state alcune successive esibizioni polacche (come dimostrato dallo studioso di Panufnik Adrian Thomas), con la sua defezione Panufnik divenne una non-persona e rimase tale fino al 1977.

### Vita in Occidente
Dopo aver lasciato la Polonia senza denaro o beni, i proventi da impegni di direzione occasionali resero difficile per Panufnik far quadrare i conti. Ricevette aiuto finanziario da compositori come Ralph Vaughan Williams e Arthur Benjamin; Panufnik fu rincuorato sia dal gesto di solidarietà professionale che dal denaro. Anche il suo vecchio amico pianista Witold Małcużyński trovò per Panufnik un ricco sponsor. "Scarlett" Panufnik pubblicò un libro sulla vita di Panufnik in Polonia e la sua fuga, ma le sue congetture e imprecisioni angustiarono Panufnik; lui e Scarlett si allontanarono, perché lei desiderava l'eccitazione e la vita di società mentre lui voleva solo pace e tranquillità per la composizione.
Nel 1960 Panufnik visitò gli Stati Uniti per visitare Leopold Stokowski. Stokowski aveva dato la prima americana della Sinfonia di pace nel 1953 e nel 1957 diresse la prima mondiale della versione riveduta della sinfonia di Panufnik, intitolata Sinfonia Elegiaca, dedicata a tutte le vittime della seconda guerra mondiale. Stokowski presentò in anteprima americana anche Katyń Epitaph di Panufnik, la sua Preghiera universale e la Sinfonia Sacra.
Panufnik continuava a trovare difficile in modo frustrante ottenere il permesso di viaggiare negli Stati Uniti. Sulla scia del maccartismo, il personale dell'Ambasciata americana a Londra non fu di aiuto e lo trattò con sospetto: Panufnik fu sorpreso di dover fornire le impronte digitali e gli fu espressamente chiesto più di una volta se fosse mai stato membro del Partito Operaio Unificato Polacco. Non sfuggì l'ironia di questa difficoltà, dopo la sua recente defezione pubblica in Occidente.
Poco dopo essersi stabilito in Gran Bretagna Panufnik ottenne un contratto editoriale esclusivo con la prestigiosa ditta Boosey & Hawkes. Non riuscirono a ottenere risposta dagli editori dello Stato polacco in merito alle loro intenzioni a lungo termine per le opere esistenti di Panufnik, che erano tutte state pubblicate con la loro sigla editoriale. A Panufnik fu quindi consigliato di introdurre piccole revisioni a tutte le sue opere esistenti per evitare problemi di copyright quando Boosey & Hawkes avrebbero inserito queste opere nel loro catalogo. Subito dopo aver completato questo compito, sentì che gli editori di stato polacchi avevano finalmente confermato che non avevano più interesse per catalogo della musica di Panufnik in loro possesso. Panufnik si lamentò del tempo perso e in effetti le partiture originali sopravvissute (copie delle quali erano già state inviate ad alcune biblioteche in Occidente, tra cui l'Università di Harvard) mostrano che le revisioni di Panufnik hanno eliminato alcuni dei passaggi più radicali in queste opere. Tuttavia tutta la musica che scrisse prima del 1955 continua ad essere eseguita nelle edizioni riviste. Per due anni, dal 1957 al 1959, la situazione finanziaria di Panufnik si allentò leggermente quando fu nominato direttore principale della City of Birmingham Symphony Orchestra. L'orchestra desiderava tenerlo, ma prepararsi per cinquanta concerti all'anno impediva a Panufnik di dedicare abbastanza tempo alla composizione.
Nel 1959 Panufnik fu coinvolto in una relazione romantica con Winsome Ward, a cui fu diagnosticato un cancro l'anno successivo. Durante questo periodo Panufnik, che aveva composto la sua "Musica d'autunno" con intenzioni poetiche, la trasformò in un'opera con connotazioni tragiche. Doveva ancora completare il suo Concerto per pianoforte per Birmingham e adempiere alla sua commissione per la sua Sinfonia Sacra. Nel 1960 incontrò l'autrice e fotografa Camilla Jessel, allora ventiduenne, che aveva lavorato come assistente personale negli Stati Uniti e il cui fratello, Toby Jessel, era in politica. Il parlamentare britannico Neil Marten (che era stato la persona del Ministero degli Esteri britannico che aveva curato la defezione di Panufnik) suggerì che Camilla Jessel lo avrebbe potuto aiutare con la sua corrispondenza. Panufnik accettò e scoprì rapidamente che non aveva risposto alle lettere che gli offrivano incarichi di direzione e richieste di commissioni. Accettare questi impegni e commissioni diede a Panufnik le risorse per consentirgli di dedicare più tempo alla composizione. Nel 1963 Panufnik partecipò con la sua Sinfonia Sacra appena completata ad un prestigioso concorso internazionale a Monaco per il miglior lavoro orchestrale: vinse il primo premio.
Divenne cittadino britannico nel 1961. Dopo la morte di Winsome Ward nel 1962, Panufnik e Jessel furono attratti sempre l'uno dall'altra e si sposarono nel novembre del 1963. Si trasferirono in una casa vicino al Tamigi a Twickenham, nella Grande Londra, dove alla fine Panufnik trovo la pace necessaria per concentrarsi interamente alla composizione. Le sue opere erano richieste da personaggi importanti come Leopold Stokowski, Seiji Ozawa, André Previn e Sir Georg Solti, nonché Yehudi Menuhin che commissionò un concerto per violino e Mstislav Rostropovič che commissionò un concerto per violoncello. Ricevette anche 3 commissioni dalla London Symphony Orchestra e commissioni per sinfonie per il Centenario sia da Boston che da Chicago. La Royal Philharmonic Society commissionò la sua Nona Sinfonia, Sinfonia di Speranza. Panufnik si rifiutò di tornare in Polonia fino al ripristino della democrazia nel 1990. Fu nominato cavaliere dalla Regina Elisabetta II nel 1991. Morì a Twickenham, all'età di 77 anni, e fu sepolto nel cimitero di Richmond. Anche sua figlia Roxanna Panufnik della seconda moglie Camilla, è compositrice.

## Eredità
Panufnik ricevette postumo l'Ordine della Polonia restituta dalla Polonia. Dopo la sua morte Sir Georg Solti scrisse che "era un importante compositore e direttore d'orchestra di prima classe, il miglior protagonista della tradizione europea nel fare musica".
Nel 2014, il suo centenario, si sono svolti numerosi concerti ed eventi celebrativi. I momenti salienti hanno compreso esibizioni sinfoniche, a febbraio, della London Symphony Orchestra e della Orchestra filarmonica di Varsavia, due orchestre che avevano legami particolarmente stretti con Panufnik. Durante un concerto speciale tenutosi il 24 settembre, il suo compleanno, presso l'Orchestra Sinfonica della città di Birmingham furono eseguiti il Concerto per pianoforte e la Sinfonia Elegiaca. In un giorno dedicato a Panufnik, il 30 novembre, a Kings Place a Londra, si è esibito il Quartetto Brodsky. A novembre la São Paulo Symphony Orchestra ha tenuto due spettacoli della Ouverture Tragica con la direzione di Stanislaw Skrowaczewski. Sempre nel 2014 l'etichetta discografica tedesca Classic Produktion Osnabruck ha completato la pubblicazione di un ciclo di otto volumi delle opere sinfoniche di Panufnik, diretto da Łukasz Borowicz.

## Opere
I manoscritti e le parti di una serie di prime composizioni andarono perdute a seguito della rivolta di Varsavia del 1944. Panufnik ne ricostruì alcune nel 1945.

### Orchestra
- Sinfonie
  - (Prima Sinfonia: 1939, persa nel 1944, ricostruita nel 1945, successivamente ritirata e distrutta dal compositore)
  - (Seconda Sinfonia: 1941, persa nel 1944)
  - Sinfonia Rustica (Sinfonia n. 1) (1948, rielaborata nel 1955)
  - Sinfonia Elegiaca (Sinfonia n. 2) (1957, rielaborata nel 1966, incorpora materiale dalla scartata Sinfonia di Pace)
  - Sinfonia Sacra (Sinfonia n. 3) (1963)
  - Sinfonia Concertante (Sinfonia n. 4), per flauto, arpa e piccola orchestra d'archi (1973)
  - Sinfonia di Sfere (Sinfonia n. 5) (1974–75)
  - Sinfonia Mistica (Sinfonia n. 6) (1977)
  - Metasinfonia (Sinfonia n. 7), per solo organo, timpani e orchestra d'archi (1978)
  - Sinfonia Votiva (Sinfonia n. 8) (1981, rielaborata nel 1984)
  - Sinfonia n. 9, Sinfonia di Speranza (1986, rielaborata nel 1990)
  - Sinfonia n. 10 (1988, rielaborata nel 1990)
- Variazioni Sinfoniche (1935–36, persa nel 1944)
- Allegro Sinfonico (1936, persa nel 1944)
- Immagine Sinfonica (1936, persa nel 1944)
- Piccola Overture (c. 1937, persa nel 1944)
- Ouverture tragica (1942, persa nel 1944, ricostruita nel 1945, rielaborata nel 1955)
- Divertimento per archi (adattata da musica di Feliks Janiewicz, 1947, rielaborata nel 1955)
- Ninnananna (1947, rielaborata nel 1955)
- Notturno (1947, rielaborata nel 1955)
- Vecchia suite polacca, basata su lavori polacchi del 16° e 17° (1950, rielaborata nel 1955)
- Ouverture eroica (1952, rielaborata nel 1969)
- Rapsodia (1956)
- Polonia (1959)
- Musica d'autunno, per tre flauti, tre clarinetti, percussioni, celesta, piano, arpa, viole, violoncelli e contrabbassi (1962, rielaborata nel 1965)
- Panorama, per orchestra d'archi (1962, rielaborata nel 1965)
- Jagiellonian Triptych, per orchestra d'archi (basata su primissimi lavori polacchi, 1966)
- Katyń Epitaph (1967. rielaborata nel 1969)
- Concerto Festivo, per orchestra [senza direttore] (1979)
- Paean, per gruppo di ottoni (1980)
- Arbor Cosmica, per dodici solisti d'archi o orchestra d'archi (1983)
- Armonia, per orchestra da camera (1989)

### Concerti
- Concerto in modo antico, per tromba solista, due arpe, clavicembalo e orchestra d'archi [originariamente intitolato Koncert Gotycki, "Concerto gotico"] (basato su prime opere polacche, 1951, rivisto nel 1955)
- Concerto per pianoforte (1962, rivisto 1970, ricomposto nel 1972, primo movimento Intrada aggiunto 1982)
- Hommage à Chopin, per flauto e piccola orchestra d'archi (arrangiamento del 1949 di opera vocale del 1949)
- Concerto per violino (1971)
- Concertino per timpani, percussioni e orchestra d'archi (1979-1980)
- Concerto per fagotto (1985)
- Concerto per violoncello (1991)

### Voce
- Salmo, per solista, coro e orchestra (1936, brano del diploma di Panufnik, perduto nel 1944)
- Cinque Canzoni contadine polacche, per soprani o voci bianche, due flauti, due clarinetti e clarinetto basso (1940, perso 1944, ricostruito 1945, testo polacco anonimo)
- Quattro Canzoni di resistenza underground, per voce o voci all'unisono e pianoforte (1943-1944, testo polacco di Stanisław Ryszard Dobrowolski)
- Hommage à Chopin, vocalizzi per soprano e pianoforte, originariamente intitolato Suita Polska (1949, rivisto nel 1955)
- Sinfonia di Pace, per coro e orchestra (1951, successivamente ritirato e non incluso nel canone sinfonico del compositore, ambientazione del testo polacco di Jarosław Iwaszkiewicz)
- Canto alla Vergine Maria, per coro non accompagnato o sei voci soliste (1964, rivisto 1969, testo latino anonimo)
- Preghiera Universale, per soprano, contralto, tenore e basso solisti, coro, tre arpe e organo (1968-1969, impostazione del testo inglese di Alexander Pope)
- Invocazione per la Pace, per contralti, due trombe e due tromboni (1972)
- Solstizio d'inverno, per soprano e baritono solisti, coro, tre trombe, tre tromboni, timpani e glockenspiel (1972, testo inglese di Camilla Jessel)
- Canzone d'amore, per mezzosoprano e arpa o pianoforte (1976, parte facoltativa dell'orchestra d'archi aggiunta nel 1991, impostazione del testo inglese di Sir Philip Sidney)
- Paesaggio da sogno, per mezzosoprano e pianoforte (1977, senza parole)
- Preghiera alla Vergine di Skępe, per voce solista o coro all'unisono, organo e ensemble strumentale (1990, ambientazione del testo polacco di Jerzy Peterkiewicz)

### Balletti
Mentre la musica di Panufnik è stata usata spesso per la danza, il compositore ha preparato due partiture per balletto usando adattamenti di opere esistenti, con nuovo materiale.
- Caino e Abele (1968, una rielaborazione della Sinfonia Sacra e della Ouverture Tragica con nuovo materiale)
- Miss Julie (1970, una rielaborazione di Notturno, Rapsodia, Musica d'Autunno e Polonia con nuovo materiale)

### Camera
- Suite classica, per quartetto d'archi (1933, perso 1944)
- Trio per pianoforte (1934, perso nel 1944, ricostruito nel 1945, rivisto nel 1977)
- Quintetto Accademico, per flauto, oboe, clarinetto, corno e fagotto (1953, rivisto 1956, perduto, fu riscoperto nel 1994)
- Triangoli, per tre flauti e tre violoncelli (1972)
- Quartetto per archi n. 1 (1976)
- Quartetto per archi n. 2 Messages (1980)
- Canto alla Vergine Maria, per sestetto d'archi (arrangiamento del 1987 di voce vocale del 1964)
- Sestetto per archi Treno di Pensieri (1987)
- Quartetto per archi n. 3 Wycinanki ("Ritagli") (1990)

### Strumentale
- Variazioni, per piano (1933, perso 1944)
- Dodici studi in miniatura, per pianoforte, originariamente intitolato Circle of Fifths (1947, Libro I rivisto 1955, Libro II rivisto 1964)
- Riflessioni, per pianoforte (1968)
- Pentasonata, per pianoforte (1984)

### Pezzi per giovani musicisti
- Due brani lirici [1: fiati e ottoni, 2: archi] (1963)
- Spettacolo del Tamigi, cantata per giovani musicisti e cantanti (1969, testo inglese di Camilla Jessel)
- Processione per la Pace (1982–1983)